# منتخب فنزويلا لكرة الصالات
منتخب فنزويلا لكرة الصالات (بالإسبانية: Selección de fútbol sala de Venezuela)‏ هو ممثل فنزويلا الرسمي في المنافسات الدولية في كرة الصالات
.